# Агниашвили, Владимир Дмитриевич
Владимир Дмитриевич Агниашвили (груз. ვლადიმერ (ლადო) დიმიტრის ძე აღნიაშვილი, 7 февраля 1860, село Шилда, ныне Кварлинский район, Грузия — 23 апреля 1904, Тифлис) — выдающийся грузинский педагог, общественный деятель, лингвист и лексикограф, этнограф, фольклорист и публицист.

## Биография
Владимир (Ладо) Агниашвили родился 23 января 1860 года в селе Шилда Телавского уезда (ныне — Кварлинский район). Был крещён 29 января, обряд совершил священник церкви Богородицы того же села Вартломе Йорданов с причетниками (дьяконами) Иосифом и Алексом Агниашвили.
Родители — Димитрий Агниев, священник церкви Божией Матери в селе Щилда, и его жена Екатерина Захария, дочь Сюлиери, оба православные. Крёстный отец — офицер III роты Грузинского пехотного полка князь Леван Джорджадзе.
Родительская семья была многодетной, у Ладо было 9 братьев и сестёр. Их потомки до сих пор живут и работают в Тбилиси, в Кварлинском районе и др.
Ладо, увлечённый и постоянно занятый общественными делами, сам семьи не создал. Его детство и юность были тесно связаны с семейными обычаями, родным селом Шилда и его знаменитыми традициями.
В сентябре 1868 года Ладо поступил в школу села Шилда, открытую в том году по инициативе его отца.
В 1872 году окончил начальную школу. В 1872—1877 годах учился в Телавской духовной семинарии, в 1877—1881 годах — в Горийской педагогической семинарии, которую окончил с образцовым поведением и отличием 14 июня 1881 года.
Первые работы Владимира (Ладо) Агниашвили связаны с изданием учебника русского языка и русско-грузинского словаря.
В 1881 году он был назначен учителем грузинского и русского языков в Тифлисском государственном народном училище (инспектор — Н. Ломоури).
В 1883—1893 преподавал в Грузинской католической приходской школе в Тифлисе.
В 1883 году опубликовал учебник «Первый шагъ в изучении русского языка для начальныхъ грузинскихъ школъ».
В 1887 году издал Русско-грузинский словарь Ладо Агниашвили («Карманный словарь»). В том же году по его инициативе было заложено «Грузинское книжное издательство», официальное открытие которого состоялось 31 мая 1894 года.
В 1885—1888 годах Ладо Агниашвили организовал грузинский этнографический хор, впоследствии известный как «Грузинский хор».
Первый концерт состоялся 15 ноября 1886 года в Грузинском театре. Музыкальный коллектив существует и поныне как Государственный академический ансамбль народной песни и танца Грузии «Эрисиони»
В 1888 году Л. Агниашвили поставил два спектакля по мотивам грузинских народных сказок — «Караманиани» (в 3-х действиях, 11 картинах) и «Тариели» (в 3-х действиях, 10 картинах).
В 1889 возглавил грузинский театр.
В 1890 году «Грузинское книжное издательство» опубликовало народные сказки, собранные Ладо Агниашвили (Книга 1, 15 сказок).
1 сентября 1892 года стал действительным членом «Грузинского общества грамотности».
1892—1893 издает 8 книг «Нового алфавита» для семейного чтения — (первые буквы грузинского алфавита) «Ани», «Бани», «Гани», «Дони», «Эни» — 1892 г.; «Вини» — миниатюрная минералогия, «Дзен» — миниатюрная ботаника, «Тан» — миниатюрная зоология — 1893 год.
5-10 мая 1893 г. — ответ на критику «Ахали Анбани» — "ответ Качалу, равнодушному критику г-ну «Паате» и два вопроса к редакции «Иверии».
В 1894 году отправился в Персию с целью изучения грузинской морали — обычаев, традиций и т. д., сохранившихся у грузин на захваченных Персией территориях.
В 1896 году в журнале «Моамбэ» были опубликованы «Письма путешественника» Ладо Агниашвили из книги «Персия и грузины там». В том же году они были изданы отдельной книгой.
В 1895—1899 годах сотрудничал с молодежным ежемесячником «Джеджиль», в котором публиковал цикл статей «Удивительная природа» — о растениях и животных.
В 1896—1897 годах село Сагареджо в Кахетии избрало Ладо Агниашвили главой села. Там он развернул активную общественную деятельность. В 1898 году газета «Иверия» обсуждала вопрос о разделе долевых владений Сагареджо. Дело касается спора между жителями Сагареджо и жителями Гиоргицминды из-за границ полей. В решении этого вопроса в пользу жителей Сагареджо участвовал Ладо Агниашвили, на тот момент глава Сагареджо. Эта история стала настолько известной, что спор разлетелся по страницам газеты «Иверия». Жители Гиоргицминды называли Ладо Агниашвили «отцом Сагареджо» и «отчимом» Гиоргицминды.
Ладо также участвовал в культурной жизни Сагареджо. Например: в 1897 году к 10-летию основания этого независимого театра коллектив любителей театра Сагареджо поставил спектакль «Ханума», в котором исполнил одну из главных ролей, в благотворительном спектакле коллектива любителей театра была задействована вся семья Агниашвили. Ладо Агниашвили активно реагировал на все важные события театральной жизни и публиковал отзывы о спектаклях в издававшихся в то время журналах и газетах.
В 1897 году — под руководством Ладо Агниашвили была основана «Грузинская издательская компания Шуамавали» (кооператив).
В 1900—1901 Ладо Агниашвили был учителем школы Мама-Давит.